# 岩村絵里
岩村 絵里（いわむら えり、1979年（昭和54年）12月7日 - ）は、静岡県内で活動するフリーアナウンサー。アンドアイ所属。

## 人物
静岡県浜松市出身。日本福祉大学卒業。2003年からFM Haro!で、ラジオパーソナリティを1年間担当。2004年にNHK静岡放送局に契約キャスターとして入局、2006年3月まで在籍。2006年4月に静岡朝日テレビへ移った。

## 過去の担当番組
NHK静岡時代
- しずおか情報ランチ（隔週で担当、2004年4月～2006年3月）
- たっぷり静岡リポーター（2004年4月～2006年3月）

FM Haro!
- Boogie Woogie Master（2003年4月～2004年3月）

静岡朝日テレビ
- とびっきり!しずおか内のお天気コーナー（2006年4月～2008年3月）